# Charles Auguste du Bouëxic de Pinieux
Pour les autres membres de la famille, voir Famille du Bouëxic.
Le comte Charles Auguste du Bouëxic de Pinieux, né à Paris le 4 août 1779 et mort au château de Marmousse à Garnay (Eure-et-Loir) le 19 octobre 1851, est un homme politique français.

## Biographie

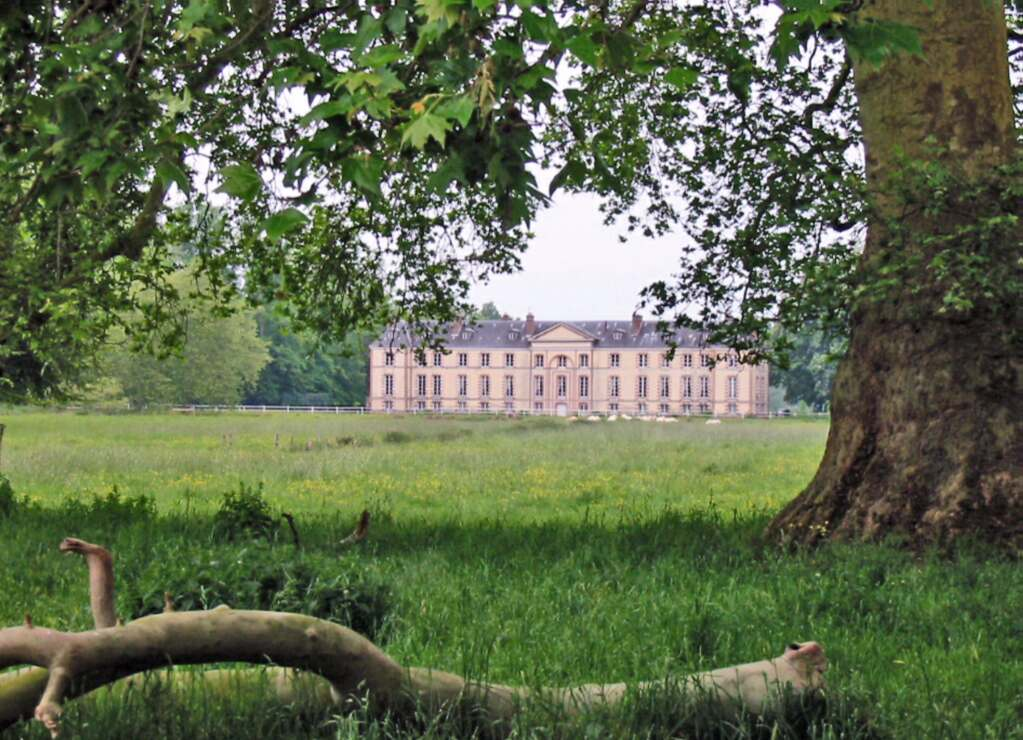
Château de Marmousse à Garnay.

Issu de la famille du Bouëxic et parent de l'amiral Luc Urbain du Bouëxic de Guichen, il émigra à la Révolution. Sous la Restauration, il devint conseiller général et député d'Eure-et-Loir de 1824 à 1830.
Le comte de Pinieux ne se fit pas remarquer dans la majorité ministérielle avec laquelle il vota constamment, soutint le ministère Polignac contre les 221, et ne fut pas réélu aux élections de 1830.
Il est inhumé au cimetière du Père-Lachaise (10e division).

## Source
- « Charles Auguste du Bouëxic de Pinieux », dans Adolphe Robert et Gaston Cougny, Dictionnaire des parlementaires français, Edgar Bourloton, 1889-1891 [détail de l’édition]